# Bombus digressus
Bombus digressus är en biart som först beskrevs av Milliron 1962. Den ingår i släktet humlor och familjen långtungebin. Inga underarter finns listade.

## Beskrivning
Hanar och arbetare har lång, tät, svart päls med gult på mellankroppens sidor, första och andra tergiten och på sidorna av tredje tergiten. Hanarna har dessutom en inblandning av ljusa hår kring munskölden och antennfästena. Arbetarna är omkring 12 mm långa, hanarna omkring 16 mm. Honan är inte beskriven.

## Ekologi
Klimatet är tropiskt, och habitatet utgörs av skog och buskskog. Arten har påträffats på så höga höjder som 3 300 m.

## Utbredning
Utbredningsområdet ligger i den neotropiska regionen, och omfattar Costa Rica i provinserna Heredia, Limón, Cartago, San José och Puntarenas, samt Guatemala i departementet Escuintla. I Escuintla har emellertid endast ett fynd gjorts, då fyndet gjordes i ett område svårtillgängligt på grund av vulkanutbrott.

## Hotstatus
Populationen minskar, och Internationella naturvårdsunionen (IUCN) klassificerar arten som nära hotad (NT). Främsta hoten är habitatförlust till följd av utökat jordbruk, kalhyggesbruk och jordbruksektorns bruk av bekämpningsmedel. Även klimatfaktorer som global uppvärmning, torka, översvämningar och vulkanisk aktivitet spelar en roll.